# Hjälmgecko
Hjälmgecko (Tarentola chazaliae) är en nattaktiv gecko i familjen Phyllodactylidae, som förekommer längs Nordafrikas västkust.

## Systematik
Tidigare placerades släktet Tarentola i familjen geckoödlor (Gekkonidae) men genetiska studier visade att ett antal släkten borde flyttas till en egen familj, som döptes till Phyllodactylidae, för att bättre beskriva geckonas evolution. Tidigare placerades arten i släktet Geckonia men DNA-studier genomförda 2002 visade att hjälmgeckon istället tillhör släktet Tarentola. 

## Utbredning
Hjälmgeckon lever i vilt tillstånd längs Nordafrikas västkust, från Senegal i söder till Agadir i Marocko i norr.

## Utseende
Namnet hjälmgecko har ödlan fått på grund av sin huvudform som kan liknas vid en hjälm. Huvudet är ganska stort, triangelformat och något utskjutande bak. Kroppen är kort och bred, huvudet relativt stort och benen oproportionerligt tunna. Hjälmgeckon är en ganska liten ödla; den blir högst 9-10 cm, av vilken svansen utgör ungefär en tredjedel. Den korta och smala svansen har ingen direkt kapacitet för fettreserver. Skulle ödlan förlora svansen kan den regenerera (växa ut igen), men den växer inte ut helt och mönstret blir inte detsamma. Skulle hjälmgeckon förlora svansen ännu en gång så växer det bara ut en liten stump.

### Ögon och mun
De stora ögonen med vertikala pupiller är skyddade uppifrån av utskjutande ögonbryn. Hjälmgeckon kan inte blunda, de saknar riktiga ögonlock och ögonen täcks av ett ”glasöga” som bildats av de sammansatta ögonlocken. Då ödlan inte kan blinka rengör den ögonen med tungan. Munnen är bred med en ogrenad lilaaktig tunga. Insidan av munnen är mörkblå/lila. Öronen ligger dolda i ett hudveck under ”hjälmen”.

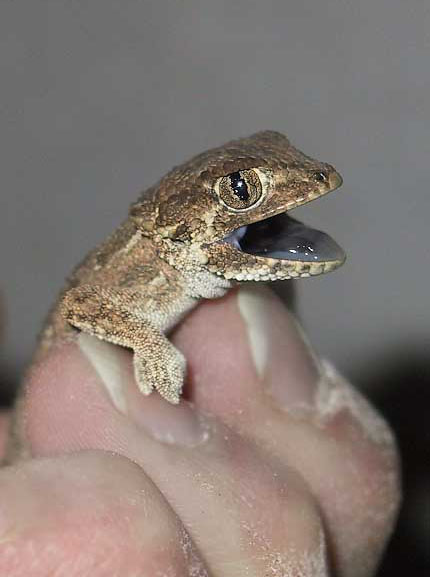
Hjälmgeckos - Tarentola chazaliae.

### Färg
Hjälmgeckons färg varierar från ljust grå, sandfärgad till mörkare brun. Den vanligaste färgen är chokladbrun med mörkare och ljusare fläckar men det förekommer även ödlor som inte har några tecken alls - det varierar. Det finns inte två hjälmgeckos som har exakt lika teckning. Undersidan är ljus eller vit, ibland med svarta fläckar av varierande storlek.

### Könsskillnader
En hjälmgecko blir könsmogen när den är ungefär 9-11 månader, men det kan ske tidigare också. Det är inte särskilt svårt att se skillnad på könen hos vuxna hjälmgeckos. Hanen har tydliga bulor vid svansroten där hans båda hemipenisar finns. Det är mer osäkert att könsbestämma unga djur. Redan vid ca 2 månaders ålder kan man ofta se tydlig skillnad på hona och hane.

## Läte
Hjälmgeckoödlor känns igen på ett "kväkande/knarrande" ljud och blir de arga eller rädda så "skäller" de - "bjiffff". Känner de sig hotade springer de undan i första hand men går inte det så sträcker de på benen med svansen uppåt, öppnar munnen och "skäller". Avskräcker inte detta heller så anfaller de och biter. Även om bettet inte gör ont så bör man självklart respektera dem och inte hantera dem i onödan.

## Ekologi
Hjälmgeckon är nattlevande och söker dagtid skydd mot rovdjur och hetta under stenar och grenar där fuktigheten är högre. Ibland kan man dock se dem sitta och sola även dagtid eller strax innan solen går ner. I vilt tillstånd ser man dem nästan bara ensamma.

### Habitat
Normalt hittar man aldrig en hjälmgecko mer än 5 km från havet. Trots att klimatet nära kusten ökar fuktigheten lever ödlan i ökenterräng med sand, sten och karg växtlighet där vintrarna är milda.

### Parning
Som hos många ödlor så biter hanen honan i nacken när de parar sig. Sedan lyfter han hennes svans med sin och för in sin ena hemipenis. Hela parningsakten brukar ta 3-5 minuter, men kan vara så länge som 30 minuter. När parningen är över slickar hanen rent sin hemipenis från eventuell sand.

#### Äggläggning
Honan brukar lägga ägg 10-15 dagar efter parningen. Hon använder sina bakben för att gräva en grop på några centimeter där hon sedan lägger 1-2 hårdskaliga ägg, äggen är c:a 1 cm stora. Hon kan lägga ägg upp till 4 omgångar under en säsong. Det är inte alldeles enkelt att hitta äggen, man får ”krafsa” igenom sanden – försiktigt - för att se om man hittar dem.